# Коша, Ференц
Фе́ренц Ко́ша (венг. Kósa Ferenc; 21 ноября 1937, Ньиредьхаза, Венгрия — 12 декабря 2018, Будапешт, Венгрия) — венгерский кинорежиссёр и сценарист.

## Биография
В 1959—1963 годах учился в Академии театра и кино в Будапеште. Ещё будучи студентом снимал короткометражные документальные фильмы. В игровом кино дебютировал в 1967 году («Десять тысяч дней»). В своём творчестве обращался к истории Венгрии и Европы. Писал сценарии к своим фильмам. С 1972 года секретарь Союза работников кино и телевидения Венгрии.
В октябре 1989 года был избран главой крупнейшей платформы в Венгерской социалистической рабочей партии — Союза реформ. После трансформации ВСРП в Венгерскую социалистическую партию (ВСП) входил в её руководство в качестве эксперта по вопросам культуры, искусства и средств массовой информации до 2000 года. В период с 1990 по 2006 год был депутатом парламента.
В 1972 году женился на японке Синобу Итоман.

## Избранная фильмография

### Режиссёр
- 1961 — Будний день — этюд / Etüd egy hétköznapról
- 1962 — История озера — несколько набросков / Jegyzetek egy tórténetéhez
- 1962 — Свет / Fény
- 1965 — Десять тысяч дней / Tízezer nap
- 1967 — Самоубийство / Öngyilkosság
- 1970 — Приговор / Ítélet
- 1972 — Нет времени / Nincs idö
- 1974 — Снегопад / Hószakadás
- 1977 — Призвание / Küldetés
- 1980 — Матч / A mérközés
- 1982 — Герника / Guernica (участник конкурсной программы 39-го Венецианского международного кинофестиваля)
- 1986 — По праву последнего слова / Az utolsó szó jogán
- 1988 — Другой человек / A másik ember

## Награды
- 1967 — приз Лучший режиссёр на 20-м Каннском кинофестивале («Десять тысяч дней»)
- 1967 — номинация на приз Золотая пальмовая ветвь 20-го Каннского кинофестиваля («Десять тысяч дней»)
- 1968 — Премия имени Белы Балажа
- 1989 — Заслуженный артист ВНР
- 2007 — Премия имени Кошута